# 劉永嘉
劉永嘉（？年—？年），字寅階，江西省建昌府南豐縣人，宣統三年進士。

## 生平
- 光緒三十三年（1907年）春，入學北洋大學堂工科採礦冶金門乙班生[3]，宣統二年畢業。
- 宣統二年，北洋大學堂預科補習期滿，獎給拔貢生[4]
- 宣統三年三月，學部會考北洋大學堂畢業學生，得68.77分，列中等[5]
- 宣統三年四月，賞給進士出身，以主事分部儘先補用[6]。
- 宣統三年，分農工商部主事補用[7]。